# 别尔季格斯佳赫
别尔季格斯佳赫（羅馬化：Berdigestyakh）是俄罗斯萨哈共和国戈尔内区的村庄，同时也是该区行政中心及规模最大聚居地，位于勒拿河流域锡尼亚亚河一支流马塔河畔，在共和国首府雅库茨克西约158（98英里）处。A331公路（维柳伊公路）从该村北部经过。
该地2021年共有人口6,956人；2010年人口6,462；2002年人口6,149；1989年人口5,030。